# 大嶼山發展諮詢委員會
大嶼山發展諮詢委員會（英語：Lantau Development Advisory Committee，簡稱LanDAC），於2014年1月17日成立，以配合時任行政長官梁振英於《2014年施政報告》提出大幅度發展大嶼山。委員會角色為謀劃大嶼山的經濟和社區發展策略，由發展局局長擔任主席，委員包括立法會議員、區議會議員、鄉議局議員、旅遊業和專業人士、學者和地區人士，全部委員俱由政府委任。每屆委員會任期為兩年，現時已延續至第四屆。
在首屆委員會任期快將完結之際，委員會於2016年1月10日以《全民新空間》名義發表了工作報告，並聯同發展局於2016年1月31日至4月30日期間，開展了三個月的「大嶼山發展」公眾參與活動。

## 職能
首兩屆大嶼山發展諮詢委員會的職責，是透過發展局局長，就以下兩方面向政府提供意見：
1. 充分發揮大嶼山作為連繫香港、澳門及珠三角西部主要交通基建交匯點的優勢所帶來的社會及經濟發展機遇，以滿足香港的長遠發展需要；
2. 相關的政策、措施和個別建議，以促進大嶼山的可持續發展和保育。

於2018年2月1日開始運作的第三屆委員會，其職責修訂如下：
1. 有關落實《可持續大嶼藍圖》的事宜，以期充分發揮大嶼山作為香港通往世界各地和大珠三角地區的「雙門戶」的優勢，配合香港的長遠發展需要；
2. 有關促進大嶼山可持續發展和保育的措施和具體建議。

2020年2月1日開始運作的第四屆委員會，委員會的職責為「通過發展局局長，從整體角度就促進實現大嶼山可持續發展和保育的措施和特定建議，向政府提供意見，以期充分發揮大嶼山獨有的策略性優勢，以配合香港長遠的社會、房屋和經濟發展需要。」

## 成員名單
| #                              | 主席       | 非官方委員 | 官方委員 |
| 第一屆 (01.02.2014-31.01.2016) | 發展局局長 | 陳恒鑌、陳勇、周轉香、周玉堂、張建東、朱國樑、方舟、哈永安、何建宗、林中麟、林奮強、林建岳、藍列群、林筱魯、劉炳章、王緝憲、胡志偉、姚思榮、余漢坤                                                                                   | 發展局常任秘書長（規劃及地政）或代表、發展局常任秘書長（工務）或代表、環境局常任秘書長或代表、運輸及房屋局常任秘書長（運輸）或代表、運輸及房屋局常任秘書長（房屋）或代表、民政事務局常任秘書長或代表、商務及經濟發展局常任秘書長（工商及旅遊）或代表、土木工程拓展署署長、規劃署署長 |
| 第二屆 (01.02.2016-31.01.2018) | 發展局局長 | 陳恒鑌、陳勇、周轉香、周玉堂、朱鼎健、方舟、哈永安、何建宗、郭正光、林中麟、林奮強、林建岳、林筱魯、劉炳章、劉惠寧、劉炳章、麥美娟、蘇澤光、王緝憲、胡志偉、丘應樺、姚思榮、余漢坤                                                   | 發展局常任秘書長（規劃及地政）或代表、發展局常任秘書長（工務）或代表、環境局常任秘書長或代表、運輸及房屋局常任秘書長（運輸）或代表、運輸及房屋局常任秘書長（房屋）或代表、民政事務局常任秘書長或代表、商務及經濟發展局常任秘書長（工商及旅遊）或代表、土木工程拓展署署長、規劃署署長 |
| 第三屆 (01.02.2018-31.01.2020) | 發展局局長 | 陳恒鑌、陳浩庭、陳啟業、陳勇、周轉香、周玉堂、朱鼎健、哈永安、何建宗、郭正光、林中麟、林奮強、林建岳、林群聲、林筱魯、劉炳章、劉惠寧、劉炳章、李國麟、廖舒衡、盧佩瑩、麥凱薔、麥美娟、蘇澤光、譚鳳儀、尹兆堅、黃倩彤、姚思榮、余漢坤 | 發展局常任秘書長（規劃及地政）或代表、發展局常任秘書長（工務）或代表、環境局常任秘書長或代表、運輸及房屋局常任秘書長（運輸）或代表、運輸及房屋局常任秘書長（房屋）或代表、民政事務局常任秘書長或代表、商務及經濟發展局常任秘書長（工商及旅遊）或代表、土木工程拓展署署長、規劃署署長 |
| 第四屆 (01.02.2020-31.01.2022) | 發展局局長 | 陳浩庭、陳啟業、陳沐文、程鼎一、周浩鼎、朱鼎健、傅曉琳、郭正光、林中麟、林群聲、劉振江、劉淑嫻、劉惠寧、李國麟、廖舒衡、盧佩瑩、羅康錦、麥凱薔、麥美娟、蘇澤光、譚鳳儀、尹兆堅、黃倩彤、黃文漢、余漢坤                               | 發展局常任秘書長（規劃及地政）或代表、發展局常任秘書長（工務）或代表、環境局常任秘書長或代表、運輸及房屋局常任秘書長（運輸）或代表、運輸及房屋局常任秘書長（房屋）或代表、民政事務局常任秘書長或代表、商務及經濟發展局常任秘書長（工商及旅遊）或代表、土木工程拓展署署長、規劃署署長 |
| 第五屆 (01.02.2022-31.01.2024) | 發展局局長 | 陳浩庭、陳沐文、程鼎一、周浩鼎、蔡少綿、傅曉琳、郭偉强、林群聲、林天福、劉振江、劉淑嫻、梁美儀、李殷泰、廖舒衡、羅康錦、盧偉國、盧佩瑩、麥凱薔、譚鳳儀、鄧淑明、黃福根、黃文漢、容海恩                                               | 發展局常任秘書長（規劃及地政）或代表、發展局常任秘書長（工務）或代表、環境局常任秘書長或代表、運輸及房屋局常任秘書長（運輸）或代表、運輸及房屋局常任秘書長（房屋）或代表、民政事務局常任秘書長或代表、商務及經濟發展局常任秘書長（工商及旅遊）或代表、土木工程拓展署署長、規劃署署長 |

## 會議
大嶼山發展諮詢委員會自成立以來，召開了十四次會議，分別如下：
1. 2014年3月8日 -- 討論大嶼山的發展潛力和限制，及委員的初步發展建議
2. 2014年6月14日 -- 討論大嶼山的策略定位、發展方向及個別建議
3. 2014年7月19日
4. 2014年11月22日
5. 2015年3月21日 -- 討論南大嶼康樂及旅遊發展
6. 2015年9月26日
7. 2016年1月4日 -- 討論《全民新空間》工作報告
8. 2016年4月23日
9. 2016年11月5日 -- 討論大嶼山發展公眾參與活動報告
10. 2017年6月3日 -- 討論《可持續大嶼藍圖》
11. 2018年1月6日
12. 2018年6月9日
13. 2019年2月23日
14. 2020年1月18日

## 工作小組
首三屆委員會俱成立了不同的工作小組，以加快審議並推展委員及市民各項的可取可行的建議。首屆委員會成立了規劃及保育、經濟及社會發展、交通及運輸，及公眾關係及參與小組。第二及第三屆委員會則成立了可持續發展 (下設大嶼山保育工作小組)、交通運輸及地區改善項目，及公眾關係及推廣小組。各小組均設有由行政長官委任的增選委員，但他們在小組內擔當諮詢角色，並沒有投票權。
曾被委任為增選委員之人士包括：
陳其鑣、劉淑嫻、陸瀚民、王福義、張子琦、李志峰、李樹榮、老廣成、王少強、陳杰、張樞宏、周浩鼎、洪綺敏、李榮貴、黃福根、葉錦洪、趙羨婷、郭平、曾維謙、黃文漢、陳智健、鄭泳舜、丁志威、葉俊廉、呂志宏、黃基業、區浩章、陳樂敏、陳永盟、王俊傑、葉雯珊、黎榮浩、余麗芬

## 爭議

### 組成單一
委員會全部委員俱由政府委任，在首屆委員會20人當中，只有一人為泛民議員，來自環保界人士亦只有兩位。其他成員則分屬鄉事派及建制，以從事地產、測量、航運、物流、商場及旅遊等行業為主，當中更不乏與大嶼山發展有關之人士。當中，張建東在辭世前曾任香港興業獨立非執行董事、朱國樑是太古常務董事和國泰航空時任行政總裁、哈永安則是亞洲國際博覽館時任行政總裁及大嶼山發展聯盟創會會長、劉炳章為瑞安房地產地產發展總監，林筱魯則持有公司在二澳進行復耕計劃。後來數屆委員會雖然環保界人士有所增加，亦新增了科技界、衛生服務界等人士及學者，基本的成員架構並無大改變。
而首屆委員會四個工作小組，16名增選委員當中大部份俱為建制派人士，或與時任委員有裙帶關係，如劉淑嫻是東安健社會服務基金有限公司的經理，另一增選委員葉錦洪則營運樂在棋中社會企業有限公司，而時任委員、離島區議會副主席周轉香同時為兩基金/公司的董事。

### 利益衝突
委員會多名委員有地產商、鄉事派背景，其中鄉議局主席劉皇發的女婿余漢坤，現為離島區議會副主席，曾任職信和置業的總經理，該公司在梅窩及長沙各有一個住宅發展項目，在坪洲則有兩個住宅項目正在進行，他亦是經營前大澳警署精品酒店的香港歷史文物保育建設總經理。余漢坤在大澳持有兩項物業，其母亦在大澳擁有另一物業。其外父劉皇發與朋友在二澳共同擁有四幅土地；而劉皇發的另一女兒在東涌亦擁有29 公頃土地。而林筱魯身兼古物諮詢委員會主席，卻早於2013年已於二澳大肆破壞環境進行復耕計劃，也被批評存有利益衝突。及後《全民新空間》工作報告在二澳亦有出現有關復耕的發展方案，也引證了相關質疑。
更甚的是，有團體發現有委員會成員聲稱因公務繁忙，委派他們所屬的公司/團體代表列席會議並回應提問，並獲委員會接納此等做法，惹來政府機密文件恐外洩之憂慮。

### 黑箱作業
委員會雖然在2016年1月至4月期間舉行了為期三個月的「大嶼山發展」公眾參與活動，但公眾參與的形式只包括巡迴展覽、公眾論壇等形式，相關的簡報會和焦點小組亦只限特定界別人士參與。而且，公眾參與的內容乃按照「全民新空間」工作報告的內容為基礎，在報告內提出並在《可持續大嶼藍圖》獲確立的大嶼山空間佈局 (北大嶼山走廊、東北大嶼山匯點、東大嶼都會、大嶼山大部份地區作保育、消閒、文化及綠色旅遊)，早在2014年7月19日委員會的第三次會議已作討論。而「全民新空間」工作報告提出的大嶼山規劃願景「平衡發展和保育的需要，以推動大嶼山的策略性增長及可持續發展」，則早在2014年11月14日規劃及保育小組第二次會議中被提出和確立。
此外，委員會在2016年進行官方的公眾參與活動前，卻早於2014年已表示收到多份公眾人士和組織對大嶼山發展的意見和建議。可是，這等意見的來源和收集方式存疑，亦未能判斷有否左右委員會之工作。
而委員會所有的會議，公眾人士無法參與，議程在會議完結後才會上載，會議紀錄也不會顯示相關的言論是由哪位委員提出。第三屆委員會運作兩年期間，轄下委員會甚至連會議舉行時間及文件俱沒有上載至發展局網頁，令市民無渠道監察委員會的工作。